# زمین‌لرزه ۱۹۳۳ لانگ بیچ
زمین‌لرزه لانگ بیچ  در تاریخ ۱۱ مارس ۱۹۳۳ میلادی، برابر با ‎۲۰ اسفند ۱۳۱۱، ساعت ۰۱:۵۴:۰۷٫۸۰ به زمان یوتی‌سی در آمریکا ، منطقه لانگ بیچ رخ داد.ژرفای این زلزله ۱۶ کیلومتر بود. بزرگی آن ۶٫۱ در مقیاس Mw بدست آمده‌است.
شمار کشتگان نزدیک به ۱۲۰ نفر گزارش شده‌است.